# UTC-11

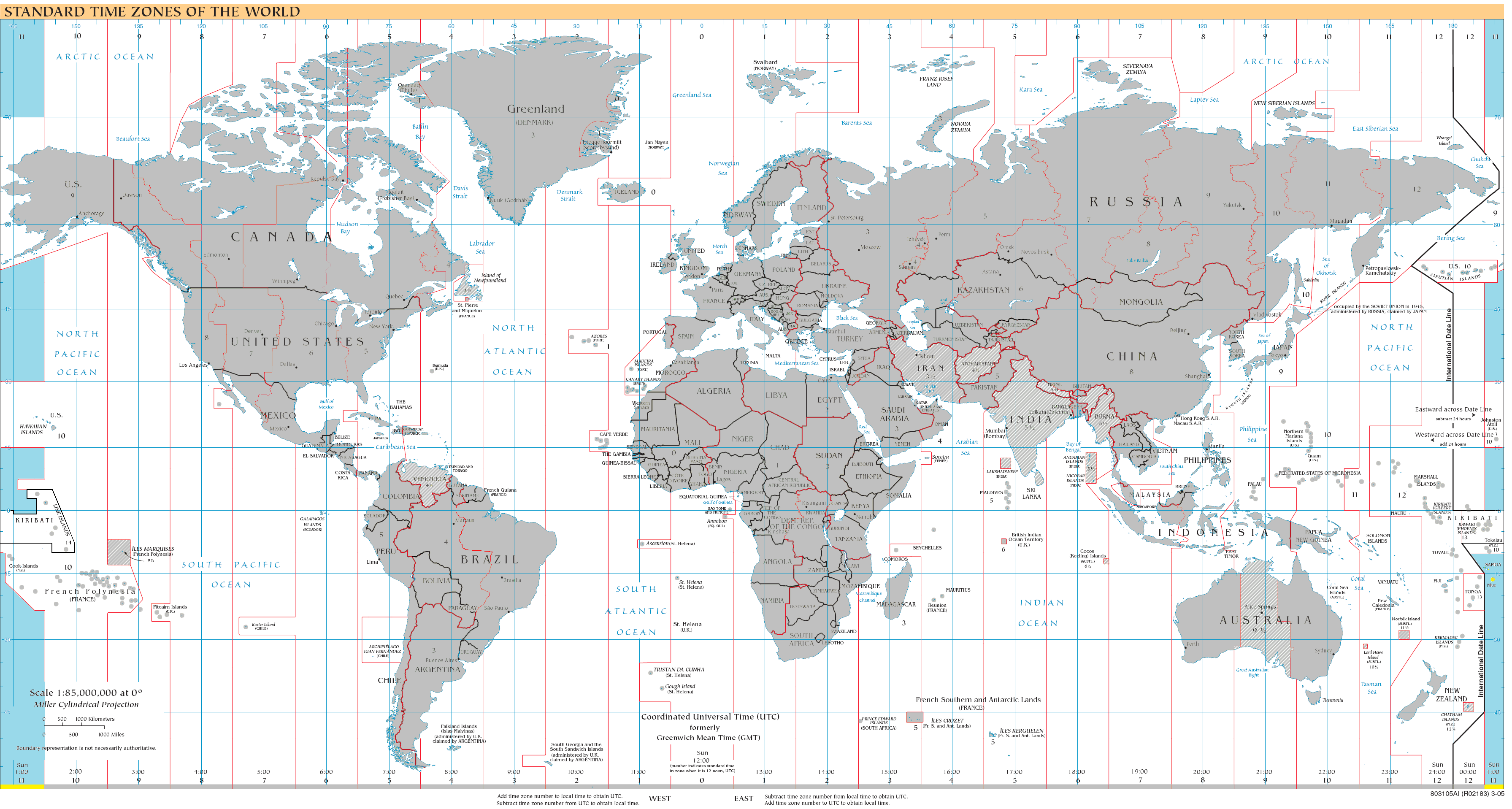
UTC-11: 濃黄-通年適用、水色-海域

UTC-11とは、協定世界時を11時間遅らせた標準時である。住民のいる地域としては世界で最も遅く1日が始まる。
UTC+13と同じ時刻だが、日付が1日遅れる。

## 該当地域
- アメリカ合衆国
  - ミッドウェー島（駐在のみ）
- アメリカ領サモア
  - サモア標準時
- ニウエ

## 歴史
米国領であるミッドウェー環礁、ジャーヴィス島、パルミラ環礁ではこの時間帯を用いる。しかし現在住民はおらず、ミッドウェー島に自然保護のための担当員が滞在するのみである。
キリバスのフェニックス諸島では1994年暮れまで UTC-11 を用いていたが、1994年12月31日を1日飛び越えて UTC+13 になった。
サモアは2010年9月から夏時間を開始し、冬期のみ UTC-11 であったが、2011年12月29日末に標準時を UTC+13 に変更した。